# 遠藤實

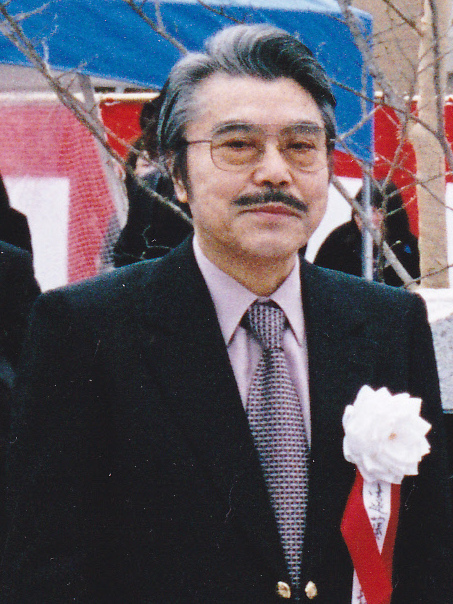

远藤实（1932年7月6日—2008年12月6日），二战后日本歌谣界最具代表性的作曲家之一，曾写下五千多首作品，包括《北国之春》、《高三学生》等传世名曲。由著名演歌手千昌夫原唱的《北国之春》，以及这首歌被蒋大为和余天等翻唱的中文版受到很多华人的喜爱。

## 生平
出生于日本东京府东京市向岛区（现在是东京都墨田区向岛），第二次世界大战期间被疏散到新潟县西蒲原郡内野町（现在是新潟市西区内野）居住生活。
在新潟一带被称作（Kadozuke）的演艺风格对其后作为作曲家的远藤实的人生给予了很大的影响。 所谓就是在别人家门口前进行的诸如越后狮子等街头演出，以收取金钱和物品的卖艺表演。
1949年，十七岁时的他怀着成为歌手的梦想来到东京，一边在街头吉它卖艺，一边自学作曲。
1956年， 在日本水星唱片公司为歌手藤岛桓夫创作了热卖歌曲「月娘晚安」（「お月さん今晩わ」），这同时也是他作曲家生涯的第一首歌曲。远藤实一生共谱写五千余首作品（大部分是演歌），其作品孕育了日本歌谣界非常出名的诸如舟木一夫，千昌夫，森昌子等演歌歌手。
1988年，在夏威夷接受心脏搭桥手术。
1994年，远藤实获得日本唱片大奖功劳奖，并设立了远藤实歌谣音乐振兴财团。此外他还在新潟市开设了音乐资料馆“实唱馆”
2003年，当选为第一位因推广大众音乐获选为日本政府认定的“文化功劳者”。
2003年，在朝鲜绑架日本人问题上，为鼓励遭到绑架的受害者及其家属，远藤实作词作曲写了「寒冬过后必是春天」（「春の来ない冬はない」），并灌录成唱片赠送给他们。
2008年12月6日10時54分，因急性心肌梗塞在东京都内的一家医院去世，享年七十六岁。
日本政府为表彰远藤实经由大量的乐曲而对大众音乐发展所作出的功绩， 于2008年12月6日封其正四位及授予旭日重光章。更于2008年12月26日及2009年1月23日举行的关于授予国民荣誉奖的内阁会议上正式决定将国民荣誉奖颁发给著名作曲家远藤实。他是日本国民荣誉奖的第十六位获奖者，也是第四位获得该奖项的作曲家（前三位作曲家分别是古贺政男，服部良一，吉田正）。日本的国民荣誉奖通常授予“广受国民爱戴，为社会带来希望业绩的卓著”人物。上一次颁奖是前日本首相森喜朗将奖项授予2000年悉尼奥运会女子马拉松冠军高桥尚子。

## 简历
- 1932年，出生于东京向岛。
- 1979年，获得日本演歌大奖。
- 1990年，获得紫綬褒章。
- 1994年，就任日本大众音乐文化协会会长。
- 1995年，就任日本音乐著作权协会会长。
- 2002年，获颁勋三等旭日中绶章。
- 2003年，被评为日本“文化功劳者”。
- 2005年，就任日本作曲家协会会长。
- 2008年，逝世，被追封正四位及授予旭日重光章。
- 2009年，远藤实的长女远藤由美子代父亲接受由了日本首相麻生太郎颁发的国民荣誉奖奖状、奖牌和纪念手品。

## 主要作品
- 月娘晚安（お月さん今晩わ）（藤岛桓夫，1957年4月）
- 雏菊日记（からたち日記）（岛仓千代子，1958年11月）
- 浅草姐妹（浅草姉妹）（歌鸲姐妹，1959年11月）
- 海军小调（アキラのズンドコ節）（小林旭，1960年）
- 索兰候鸟（ソーラン渡り鳥）（歌鸲姐妹，1961年5月）
- 如果有空就来吧（おひまなら来てね）（五月绿，1961年5月）
- 襟裳岬（襟裳岬）（岛仓千代子，1961年6月）
- 两个年轻人（若いふたり）（北原谦二，1962年8月）
- 高三学生（高校三年生）（舟木一夫，1963年7月）
- 吉他情义（ギター仁義）（北岛三郎，1963年8月）
- 修学旅行（修学旅行）（舟木一夫，1963年9月）
- 哀愁出船（哀愁出船）（美空云雀，1963年）
- 伙伴们（仲間たち）（舟木一夫，1963年12月）
- 青春的城市（青春の城下町）（梶光夫，1964年）
- 星影华尔兹（星影のワルツ）（千昌夫，1966年3月）
- 困惑（こまっちゃうナ）（山本琳达，1966年11月）
- 纯子（純子）（小林旭，1971年10月）
- 老师（せんせい）（森昌子，1972年7月）
- 中学三年生（中学三年生）（森昌子，1973年2月）
- 栀子之花（くちなしの花）（渡哲也、1973年8月）
- 白桦日记（白樺日記）（森昌子，1973年8月）
- 妈妈（おかあさん）（森昌子，1974年8月）
- 隙间风（すきま風）（杉良太郎，1976年10月）
- 北国之春（北国の春）（千昌夫，1977年4月）
- 一个人（ひとり）（渡哲也，1977年4月）
- 江户的黑豹（江戸の黒豹）（『新五捕物帳』主题歌，1977年）
- 寻梦酒（夢追い酒）（渥美二郎，1978年）
- 旅伴（みちづれ）（牧村三枝子，1978年10月）
- 你会为爱去死吗？（君は人のために死ねるか）（『大捜査线』主题歌 1980年）
- 南风（南風）（小柳留美子，1981年）
- 准备过冬（冬支度）（牧村三枝子，1984年）
- 雪椿（雪椿）（小林幸子，1987年6月）
- 再会物语（再会物語）（里见浩太朗，1988年12月）

## 学生
- 桥幸夫
- 舟木一夫
- 千昌夫
- 小林旭
- 森昌子
- 岛仓千代子
- 山本琳达
- 渡哲也
- 五月绿
- 杉良太郎
- Ide Haku
- 一节太郎

## 著书
- 幸福的「源流」（しあわせの「源流」）（1997年11月、讲谈社） ISBN 4062089823
- 我的履历书（「私の履歴書」）（日本经济新闻，2006年6月连载）

## 脚注
1. ↑  . 华商报. 2008-12-08  [2021-04-26]. （原始内容存档于2021-04-26）.
2. ↑  . 中新网. 2008-12-19  [2021-04-26]. （原始内容存档于2008-12-23）.